# Lo Svegliarino
Lo Svegliarino - Giornale della Democrazia, fondato nel 1876, fu un giornale di Carrara pubblicato a cavallo fra il XIX e il XX secolo.

## Storia
Nato nel 1876 con il nome di Lo Sveglierino, nel 1877 divenne l'organo ufficiale della democrazia carrarese e venne rinominato Lo Svegliarino - Giornale della Democrazia. Era fortemente polemico nei confronti dell'aristocrazia e dei Savoia, e viceversa simpatizzava per posizioni antimonarchiche e democratiche di vario genere, sia repubblicane sia anarchiche e socialiste (pur osteggiando l'abolizione della proprietà privata e di una rivoluzione internazionale).
Tra i collaboratori del giornale vi furono Ceccardo Roccatagliata Ceccardi e un giovane Giuseppe Ungaretti. Nel Novecento il giornale si avvicinò progressivamente alle posizioni del Partito Repubblicano di Eugenio Chiesa; fra i suoi direttori vi fu Pietro Nenni, all'epoca propagandista per Eugenio Chiesa in Lunigiana e ostile ai socialisti apuani. Il giornale condannò la Guerra italo-turca; fu interventista nella prima guerra mondiale; sostenne il decentramento amministrativo.
La concorrenza di altri periodici pubblicati a Carrara, come il settimanale socialista La Battaglia e il moderato L'Eco del Carrione, determinò la crisi dello Svegliarino. Soprattutto, dal 1909 il Partito Repubblicano carrarese  si dotò di un proprio settimanale, La Sveglia Repubblicana (quest'ultimo simpatizzò per le lotte operaie del Biennio rosso e contemporaneamente per l'Impresa di Fiume e durante il ventennio fascista ebbe toni estremamente polemici verso il regime, che ne bloccò le pubblicazioni nel 1925). Stretto dalla concorrenza e dalle difficoltà economiche, Lo Svegliarino chiuse nel 1917.

### Lo Svegliarino 2004-2008
Una nuova edizione de Lo Svegliarino - Giornale della Democrazia fu fondata a Carrara, come periodico bimestrale, alla fine del 2004, dall'associazione culturale Carrara Libera, presieduta da Andrea Lazzari. Questa associazione alle elezioni comunali 2007 sostenne Simone Caffaz, leader dell'opposizione carrarese e candidato sindaco per il centro-destra, il quale è stato direttore del periodico fino al termine del mese di agosto 2006. In questo periodo le vendite del giornale arrivarono a sfiorare le 3 000 copie facendo registrare il record di tutti i tempi per un periodico locale carrarese. Dalle dimissioni di Caffaz fino a settembre 2007 la guida della testata passò a Matteo Bernabè ed Enrico Balderi. Successivamente lo Svegliarino uscì fino a marzo 2008 solo nella sua edizione online. Nell'ottobre del 2008 l'autorizzazione del Tribunale di Massa alla pubblicazione è scaduta, decretando la chiusura definitiva della testata.